# Tom Clarke (football)
Pour les articles homonymes, voir Tom Clarke et Clarke.
Thomas Clarke, né le 21 décembre 1987 à Halifax, est un footballeur anglais évoluant depuis 2013 dans le club de Fleetwood Town comme défenseur ou milieu de terrain.

## Biographie
Il est demi-finaliste du Football League Trophy en 2011 avec Huddersfield Town puis en 2015 avec Preston North End.
Le 14 juillet 2020, il rejoint Salford City.
Le 14 juin 2021, il rejoint Fleetwood Town.

## Palmarès
- Vainqueur des playoffs de la League One en 2012 avec Huddersfield Town et en 2015 avec Preston North End[2]
- Vainqueur de l'EFL Trophy en 2020 avec Salford City

## Distinctions personnelles
- 2015 : Membre de l'équipe type de Football League One en 2015